# Christopher Allen (Fußballspieler)
Christopher Allen (* 19. Dezember 1989 in Banjul) ist ein ehemaliger gambischer Fußballspieler.

## Karriere
Allen spielte für die gambischen Vereine Gamtel FC und Gambia Ports Authority FC in der Position eines Torwarts.
Bei der Junioren-Fußballweltmeisterschaft 2007 war er Mitglied seiner gambischen Mannschaft, wie zuvor bei der U-17-Fußball-Afrikameisterschaft 2005.
Auch für die gambische Fußballnationalmannschaft war er während der Qualifikation für die Fußball-Weltmeisterschaft 2014 im Einsatz.
2017 beendete er seine Fußballkarriere.